# Hans Olsson (handbollsspelare)
Hans Lennart Olsson, född 28 mars 1929 i Örgryte, död 3 januari 2007 i Vallda, Kungsbacka kommun, var en svensk handbollsspelare (försvarare). Han var yngre bror till landslagskollegan Lars-Erik Olsson.

## Karriär
Hans Olsson spelade 78 landskamper för det Sveriges landslag 1949–1963. Han landslagsdebuterade 1949 i Kristianstad mot Österrike, en match som slutade med 13-9 till Sverige. Enligt referat "Försvaret med debutanterna Rune Nilsson i mål och Hans Olsson skötte sig fint". Olssons största framgångar var två VM-guld, 1954 och 1958.
Sitt första SM-guld tog Olsson år 1947, 18 år gammal, med Redbergslids IK i utomhus-SM. Med Redbergslid var han med och tog SM-guld inomhus 1954 och 1958, och blev Europacupmästare 1959.
Han valdes 2001 in i idrottens Hall of Fame vid Idrottsmuseet i Göteborg. Hans Olsson är begravd på Östra kyrkogården i Göteborg.

## Meriter
- 2 SM-guld (1954 och 1958) med Redbergslid
- 2 VM-guld (1954 och 1958) med svenska landslaget
- Europacupmästare 1959 med Redbergslid